# 1871 en baseball
Chronologie du baseball
Baseball en 1870 - Baseball en 1871 - Baseball en 1872
Les faits marquants de l'année 1871 en Baseball

## Champions
- 30 octobre : les Philadelphia Athletics remportent le premier championnat professionnel des États-Unis organisé par la National Association of Professional Base Ball Players avec 21 victoires et 7 défaites[1].

| National Association |                         |      |      |        |      |  |
| Rang                 | Club                    | Vic. | Déf. | % vic. | GB   |  |
| 1er                  | Philadelphia Athletics  | 21   | 7    | .750   | --   |  |
| 2e                   | Chicago White Stockings | 19   | 9    | .679   | 2.0  |  |
| 3e                   | Boston Red Stockings    | 20   | 10   | .667   | 2.0  |  |
| 4e                   | Washington Olympics     | 15   | 15   | .500   | 7.0  |  |
| 5e                   | New York Mutuals        | 16   | 17   | .485   | 7.5  |  |
| 6e                   | Troy Haymakers          | 13   | 15   | .464   | 8.0  |  |
| 7e                   | Fort Wayne Kekiongas    | 7    | 12   | .368   | 9.5  |  |
| 8e                   | Cleveland Forest Citys  | 10   | 19   | .345   | 11.5 |  |
| 9e                   | Rockford Forest Citys   | 4    | 21   | .160   | 15.5 |  |

## Événements
- 17 mars : fondation à New York de la National Association of Professional Base Ball Players qui met en place un championnat professionnel à caractère national. En fait, seul le quart Nord-Est du pays est ici concerné[1].

- 4 mai : Fort Wayne Kekiongas s’impose 2-0 face à Cleveland’s Forest City Club à l’occasion du premier match de championnat professionnel de baseball (National Association)[1].

- 30 octobre : les Philadelphia Athletics remportent le premier championnat professionnel organisé par la National Association of Professional Base Ball Players avec 21 victoires et 7 défaites[1].

## Naissances
- 16 mars : Bill Bernhard
- 19 mars : Joe McGinnity
- 30 mai : Amos Rusie
- 6 juin : Bill Lange
- 15 juil. : Dan McGann
- 23 août : Fielder Jones
- 24 oct. : Louis Sockalexis
- 24 oct. : Heinie Smith
- 25 oct. : Martin Bergen
- 30 oct. : Buck Freeman
- 26 nov. : Fred Tenney
- 9 déc. : Joe Kelley
- 23 déc. : Sam Leever